# Fredrik III av Lothringen
Fredrik III av Lothringen, född 1240, död 1303, var regerande hertig av Lothringen från 1251 till 1303.